# 日野病院組合日野病院
日野病院組合日野病院（ひのびょういんくみあいひのびょういん）は鳥取県日野郡日野町にある医療機関である。

## 沿革
出典
- 1996年 平成8年
  - 日野病院組合の設立
- 2001年 平成13年
  - 4月 訪問看護ステーション開設
- 2005年 平成17年
  - 2月 黒坂診療所開設
- 2008年 平成20年
  - 4月 財団法人日本医療機能評価機構認定病院認定
- 2012年 平成24年
  - 2月 へき地拠点病院に指定
- 2022年 令和4年
  - 6月 自治体立優良病院表彰受賞（両協議会長表彰）
- 2023年 令和5年
  - 6月 自治体立優良病院表彰受賞（総務大臣表彰）

## 診療科
出典
- 内科
- 血液内科
- 総合診療科
- 心療内科
- 神経内科
- 小児科
- 消化器内科
- 呼吸器内科
- 糖尿病内科
- 循環器内科
- 人工透析内科
- 外科
- 整形外科
- 泌尿器科
- 眼科
- 耳鼻咽喉科
- リハビリテーション科
- 皮膚科
- 心臓血管外科
- 消化器外科
- 脳神経外科
- 女性診療科

## 医療機関指定
出典
| 鳥取県肝疾患専門医療機関指定                                               | 児童福祉法第19条の9第1項の規定による指定小児慢性特定疾病医療機関の指定 |
| 難病患者に対する医療等に関する法律第5条第1項の規定による指定医療機関の指定 | へき地医療拠点病院の指定                                               |
| 身体障害者福祉法（更生医療）腎臓に関する医療                               | 生活保護法による医療機関の指定                                         |
| 労災保険指定医療機関                                                       | 結核予防法医療機関                                                     |
| 救急病院の告示                                                             | 被爆者一般疾病医療機関                                                 |
| 保険医療機関指定                                                           |                                                                        |

## 交通アクセス
出典
- 根雨駅より
  - タクシーで3分
  - バスで5分
  - 徒歩で15分